# Boreoberthella
Boreoberthella is een geslacht van weekdieren uit de klasse van de Gastropoda (slakken).

## Soort
- Boreoberthella angusta Martynov & Schrödl, 2009